# M2 «Брэдли»

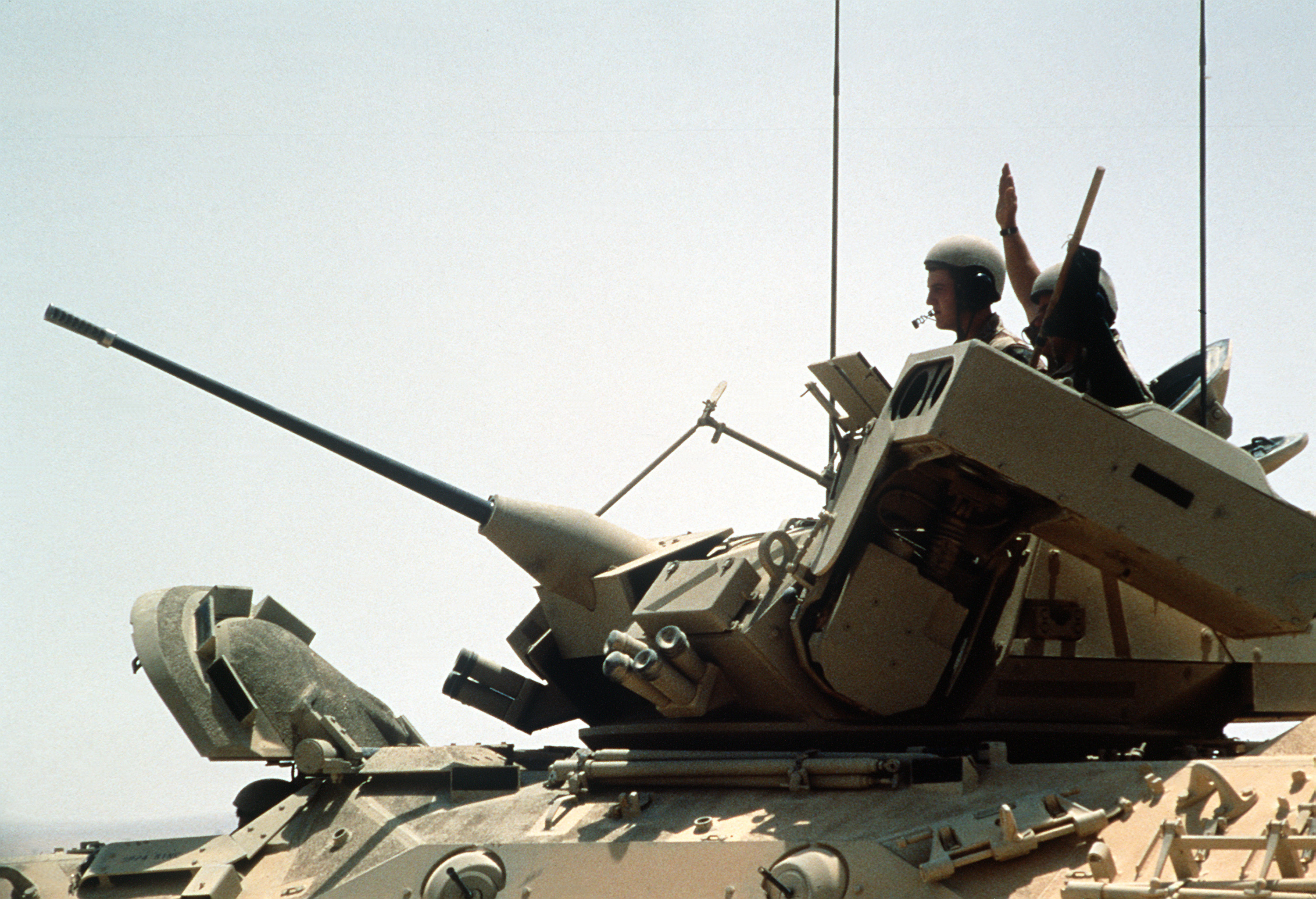
Детали устройства крышки люка механика-водителя, шаровые амбразуры по левому борту и уголковая маска пушки M242. M2A1 Брэдли, 1984

M2 Брэдли (M2 Bradley) — боевая машина пехоты США, названная в честь генерала Омара Брэдли. Создана во второй половине 1970-х годов на основе прототипа XM723 с учётом опыта боевого применения советской БМП-1, конструктивных особенностей германской БМП Мардер в качестве лучше защищённой и вооружённой замены бронетранспортёрам M113.
Экипаж БМП М2 состоит из трёх человек, может перевозить до шести пехотинцев в десантном отделении. На её основе создана боевая разведывательная машина (Cavalry Fighting Vehicle) M3 Брэдли. БМП «Брэдли» поступила на вооружение в 1981 году, всего было выпущено 9753 экземпляра всех вариантов. Применялась войсками США в войнах в Персидском заливе, Ираке и в Афганистане. Также применяется украинской армией в российско-украинской войне.
M2 Bradley находятся на вооружении бронетанковых бригад Армии США. Общее количество бронетанковых бригад, не считая Армию Национальной гвардии, достигает 11 формирований.

## История создания

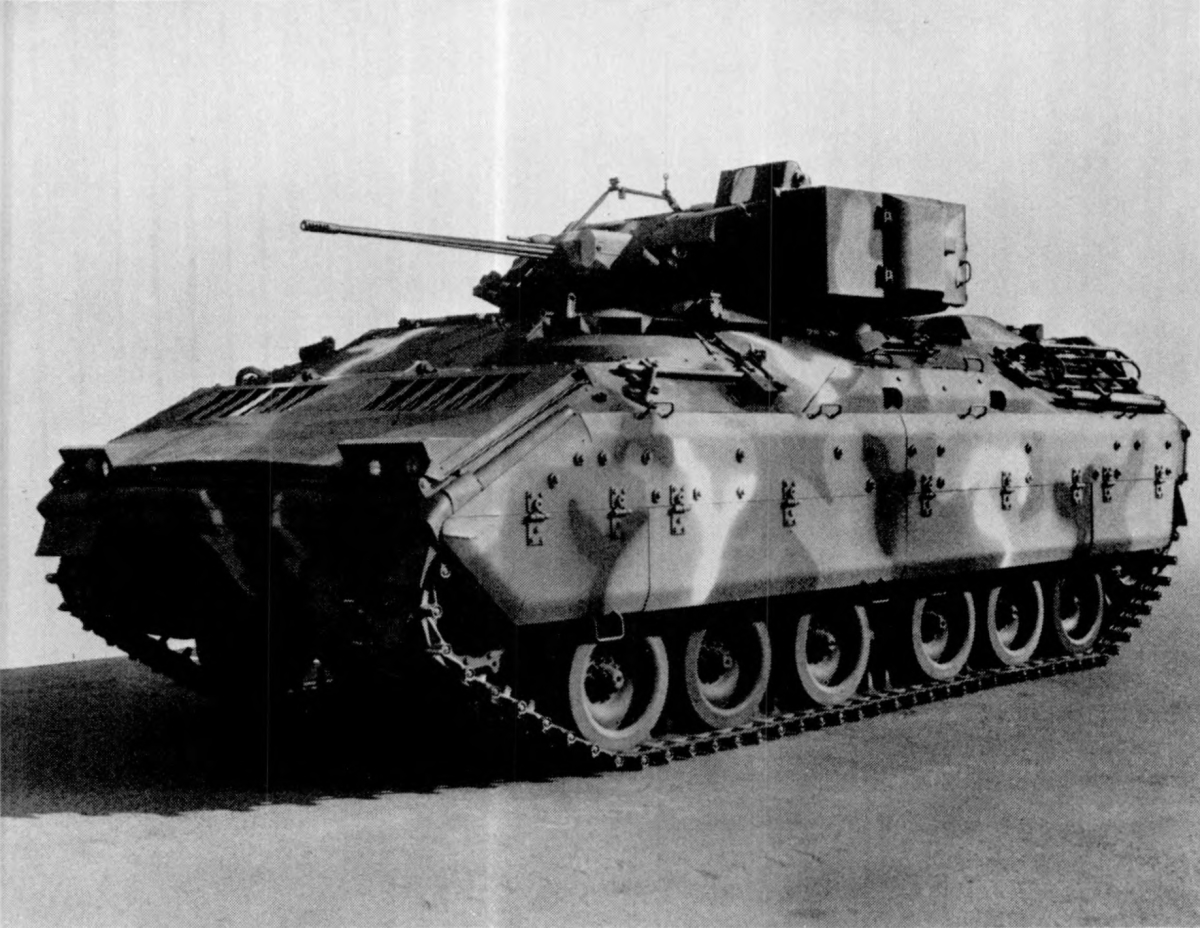
XM2 на площадке танкового завода FMC в Сан-Хосе 1 декабря 1978 года.
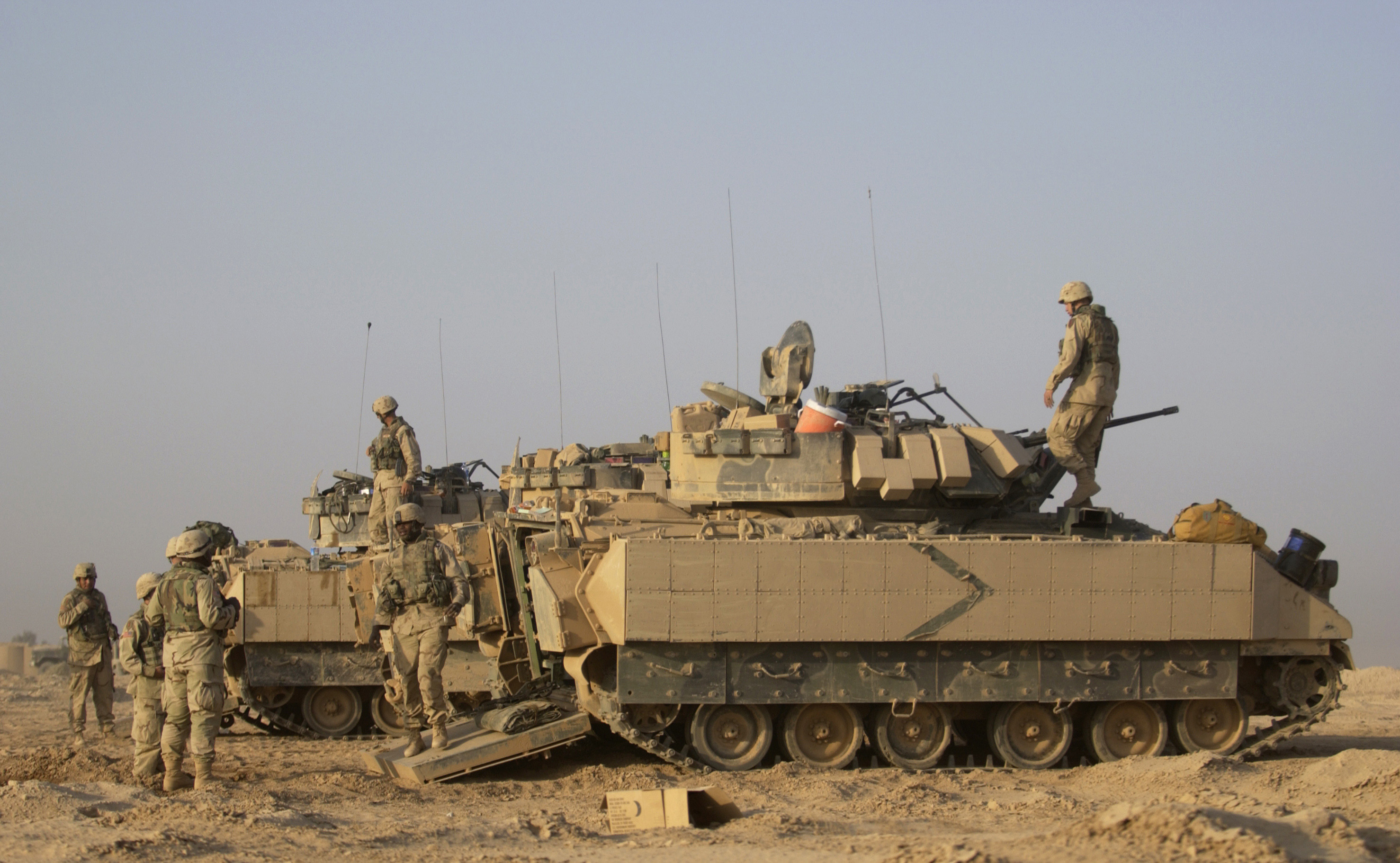
Военнослужащие 1-й пехотной дивизии США готовят М2А2 на передовой базе «Маккензи» в Ираке 28 октября 2004 года перед боевой операцией. Вариант установки дополнительного бронирования в виде коробчатых блоков ДЗ на корпусе и башне БМП.

Работы над созданием БМП для армии США начались в 1964 году в рамках программы MICV-70 (Mechanized Infantry Combat Vehicle) и закончились в 1981 принятием на вооружение М2 Bradley. В ходе этих работ было создано несколько вариантов БМП, являвшихся как вариантами глубокой модернизации M113, так и принципиально новыми машинами.
Первой попыткой являлась разработанная фирмой Pacific Car and Foundry Company машина XM701 (проект MICV-65). В 1965 году были собраны шесть опытных образцов. ХМ701 имела усиленное по сравнению с БТР M113 бронирование, амбразуры в наклонных бортах, 20-мм пушку в двухместной башне. Однако ряд недостатков машины (недостаточная скорость движения по пересечённой местности, избыточная масса и габаритные размеры) не позволили принять её на вооружение.
Следующую попытку создать облегчённую БМП на основе M113 предприняла фирма FMC (Food Machinery and Chemical Corporation) в 1967 году. Созданная ей опытная машина ХМ765 на 90 процентов состояла из деталей и узлов М113А1. Были изменены форма и размеры корпуса, лобовая и бортовая броня усилена стальными плитами, установлена 20-мм автоматическая пушка М139. В 1973 году, в связи с окончанием войны во Вьетнаме, расходы на новые разработки для армии были резко сокращены и работы по проекту ХМ765 были фактически свёрнуты. Модификация ХМ765 — AIFV (Armored Infantry Fighting Vehicle) с 25-мм автоматической пушкой КВА-В02 Oerlikon была принята на вооружение в Нидерландах, Бельгии, Турции и Филиппинах.
Проект MICV-70 был признан слишком сложным и дорогим, после чего в 1971 году было принято решение о создании более простой и дешёвой БМП.

### Прототип XM723
Работы по данному проекту, получившему индекс XM723, были поручены фирме FMC. Сборка прототипа ХМ723 была завершена в декабре 1973 года. Боевая масса машины 19 т, экипаж 3 человека (командир, наводчик, механик-водитель), десант 9 человек, одноместная башня с 20-мм пушкой, амбразуры (по 2 с каждого борта) для ведения огня десантом из машины, место командира в корпусе машины за механиком-водителем. Требования по защите машины включали: защита кругом от огня 14,5-мм пулемёта, лобовая броня — от малокалиберных 20—30-мм бронебойных снарядов с расстояния 300 м. Для удовлетворения столь высоких требований Лабораторией баллистики Ballistic Research Lab. в начале 1970-х годов была разработана новая бронезащита spaced laminate steel armor system — многослойная разнесённая броня. Защита состояла из внешнего экрана из разнотвёрдой стали (с твёрдостью слоёв 60/50 HRC), отстоящего от основной брони на 100—150 мм, внутреннего экрана и основной алюминиевой брони корпуса машины. По стойкости к заданным средствам поражения (при минимальной массе) превосходила все находившиеся в производстве на то время материалы и конструкции брони. После постройки опытных образцов и прошедших в 1976 году испытаний, армия США сформулировала список необходимых доработок, включавший установку новой двухместной башни с 25-мм пушкой М242 Bushmaster и пусковой установки ПТРК TOW (проект MICV TBAT-II), доработку бортовых амбразур, создание разведывательного варианта БМП и обеспечение плавучести машин с использованием плавсредств.
В 1977 году БМП и БРМ проекта MICV TBAT-II получили новые обозначения ХМ2 и ХМ3 соответственно. Перед Конгрессом США был поставлен вопрос о необходимости разработки XM2 в связи с высокими потерями БМП-1 в арабо-израильской войне 1973 года, и предложено создание боевой машины с более высоким уровнем защищённости. Опытная партия ХМ2 и ХМ3 с боевой массой 21,3 т была готова к 1979 году, испытания проводились на Абердинском полигоне.
В 1981 году машины были приняты на вооружение как М2/М3 Bradley. Общая стоимость осуществления программы М2/М3 составила 5,6 млрд долл. США, с учётом суммарных объёмов выпуска, стоимость одной машины составляет 3,16 млн долл.
Относительно прототипа XM723 боевая масса М2 (А0) увеличена до 22,3 т, число десантников уменьшено до 7, установлена новая двухместная (командир и наводчик) башня с 25-мм пушкой (требованиями на пушку предусматривалась необходимость поражения в лобовой проекции БМП-1 (СССР) бронебойным подкалиберным снарядом типа APDS-T на расстоянии 1500 м), спаренным с ней 7,62-мм пулемётом M240 и пусковой установкой ПТУР TOW с левой стороны башни для поражения основных танков на дальности до 3 км. Сохранены амбразуры по бортам корпуса, сохранён (и несколько повышен) уровень защиты от указанных в ТТЗ средств поражения: круговая защита от бронебойно-зажигательных пуль 14,5-мм пулемёта КПВ, в переднем секторе обстрела от малокалиберных снарядов 25-мм БПС и 30 мм БТ, осколков 155-мм осколочно-фугасных снарядов на расстоянии 10—15 м.

## Описание конструкции
M2 выполнена по традиционной для БМП схеме: моторно-трансмиссионное отделение (МТО) расположено впереди, пехотинцы находятся в кормовой части корпуса. Экипаж БМП состоит из трёх человек: командира, наводчика и механика-водителя. Помимо экипажа БМП может перевозить 6 человек десанта.

### Броневой корпус и башня
Корпус M2 сварной, выполнен из алюминиевой брони марок 7039 и 5083. Бронирование дифференцированное, с различными углами наклона. На модификациях М2А0 и М2А1 лобовая и бортовая броня разнесённая комбинированная — стальной экран + алюминиевый плиты с заполнением промежутка полиуретановой пеной. Для повышения защиты от мин днище усилено стальным листом. Применение брони из алюминиевого сплава обеспечило снижения массы порядка 10—15 процентов по сравнению с равностойким стальным бронекорпусом. В верхней лобовой части БМП первых серий М2(А0) и А1 устанавливался плоский откидной волноотбойный щит, устранён начиная с модификации машины А2.
Для боевых действий на заражённой местности машина снабжена фильтровентиляционной установкой (ФВУ). ФВУ обслуживает только места экипажа, десант должен полагаться на индивидуальные средства защиты.
Моторно-трансмиссионное отделение расположено в передней правой части корпуса. Доступ в МТО осуществляется через люк в верхнем лобовом листе. Механик-водитель находится в отделении управления расположенном слева от МТО. Крышка люка механика-водителя откидывается назад и имеет механизм фиксации в открытом положении.
Двухместная башня с вращающимся поликом расположена в средней части машины правее продольной оси и имеет два люка. Командир находится справа от орудия, наводчик — слева. Крышка люка командира может приподниматься вверх для обеспечения кругового обзора. Пушка и пулемёт установлены в единой маске — пушка слева, пулемёт справа. Орудийно-пулемётная установка стабилизирована в двух плоскостях. Механизм поворота башни электрогидравлический, привод вертикального наведения электрический. На левом борту башни закреплена пусковая установка ПТУР TOW. В походном положении пусковая установка прижата к борту и прикрыта спереди щитком, в боевом приводится электродвигателем в горизонтальное положение.

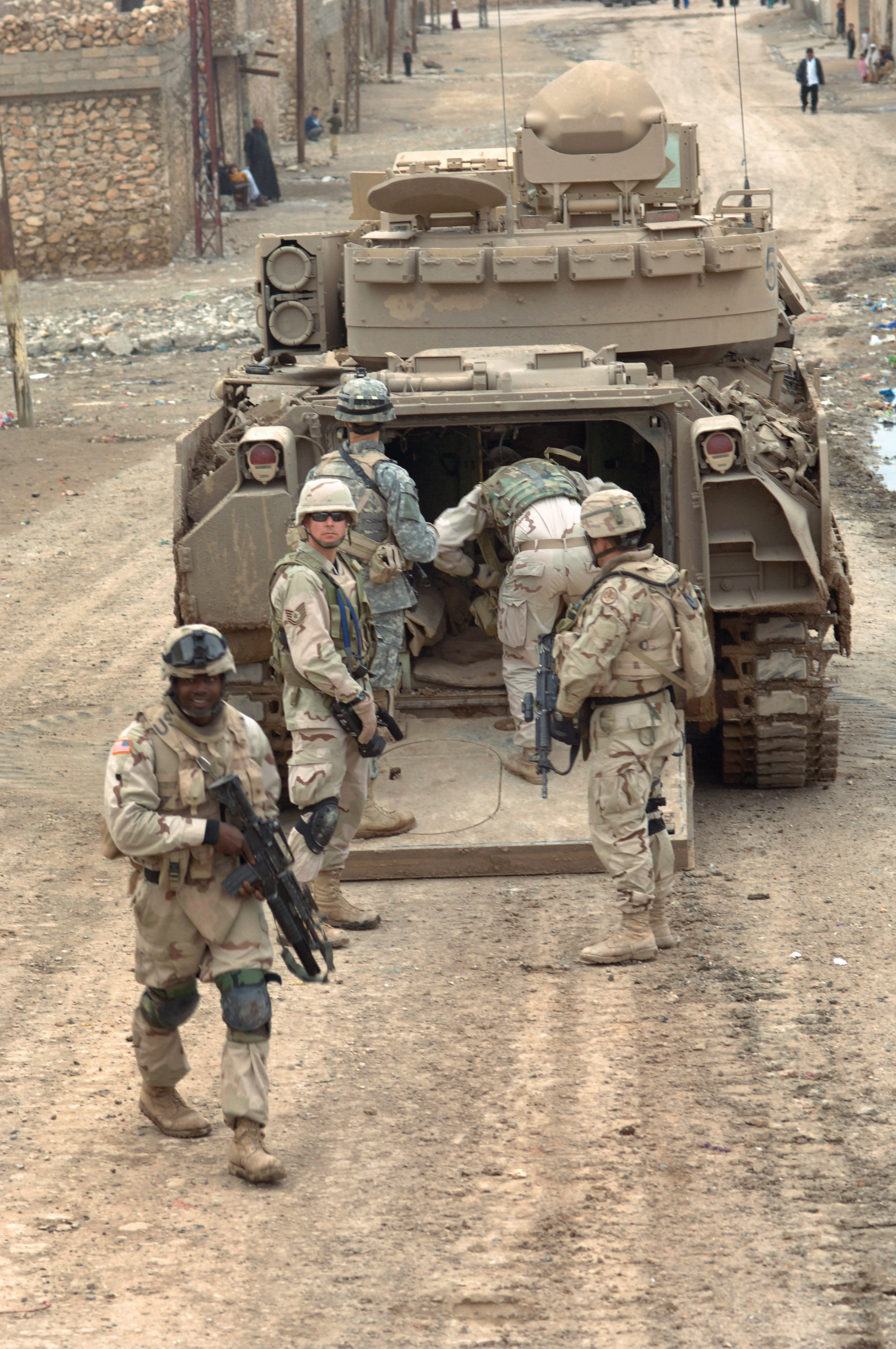
Погрузка десанта через аппарель. БМП модификации A2 или A3. Различимы установленные по бортам машины, на всю высоту бронекорпуса, бронеплиты толщиной порядка 30 мм.

Десантное отделение находится в задней части машины и отделено от боевого перегородкой с проходом. Десант расположен в отделении по следующей схеме: двое — в задней части у правого борта, двое — у аппарели и двое — в средней части у левого борта. Сидения для десантников амортизированные, с откидными спинками. Посадочное место каждого десантника оснащено призменными смотровыми блоками и несъёмным 5,56-мм автоматом М231 FPW в шаровой установке. Доступ в десантное отделение осуществляется через заднюю откидную аппарель или через верхний люк. В боевых условиях ускоренная высадка десанта производится через аппарель, в остальных случаях, как правило, используется дверь в левой части аппарели. Крышка верхнего люка имеет пирамидальную форму и откидывается назад. Верхний люк в основном используется для перезарядки пусковой установки ПТУР TOW. Пять ПТУР находятся у левого борта сзади десантного отделения.

### Вооружение
Вооружение M2 Брэдли состоит из 25-мм пушки M242 Bushmaster (Бушмастер), 7,62-мм пулемёта M240C, ПУ ПТУР Tоу и 6 съёмных 5,56-мм автоматов М231 FPW (аббр. от Firing Port Weapon — амбразурное оружие) — модификации винтовки М16A1 (официально классифицируемых как пистолет-пулемёт).

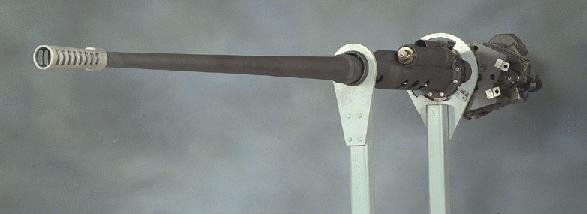
25-мм пушка М242 Бушмастер

Автоматическая 25-мм пушка М242 Бушмастер — разработка фирмы Дуглас. М242 Бушмастер позволяет вести огонь и одиночными выстрелами, и очередями. Темп стрельбы 100 или 200 выстрелов в минуту. Максимальная скорострельность M242 — 500 выстрелов в минуту. Пушка имеет двухленточное питание, позволяющее быстро переходить с одного типа выстрелов на другой. Автоматика пушки приводится электродвигателем мощностью 1 л. с. (750 Вт).
Выстрел унитарный, боекомплект равен 900 выстрелам, 300 из которых (225 ОФЗТ + 75 БОПС-Т) находятся в башне, ещё 600 — в боеукладке корпуса. Используется два основных типа выстрелов: бронебойный подкалиберный трассирующий снаряд M791 APDS-T (Armor-Piercing Discarding Sabot Tracer — подкалиберный бронебойно-трассирующий с отделяющимся поддоном) и осколочно-фугасный трассирующий M792 HEI-T (High Explosive Incendiary Tracer). M791 с 1000 м пробивает гомогенную броню толщиной до 66 мм или 25 мм/1300 м/60 град. С более высокой бронепробиваемостью принятый на вооружение в 1990 году выстрел M919 APFSDS-T (Armor-Piercing Fin Stabilized Discarding Sabot Tracer — оперённый подкалиберный бронебойно-трассирующий с отделяющимся поддоном). Для учебных стрельб используется выстрел M793 TP-T (Target Practice Tracer — практический трассирующий). Пушка имеет дульный тормоз щелевого типа. Благодаря тому, что максимальный угол возвышения равен 60°, возможна стрельба по воздушным целям. Стрелянные гильзы пушки и пулемёта удаляются за пределы башни.
Основные характеристики патронов боекомплекта пушки М242.
| Тип патрона                         | M791 APDS-T                  | M919 APFSDS-T               | M792 HEI-T |
| ----------------------------------- | ---------------------------- | --------------------------- | ---------- |
| V0:                                 | 1345 м/с                     | 1385 m/s                    | 1100 м/с   |
| Полётное время на дальность         |                              |                             |            |
| 1000 м:                             | 0,8 с                        | 0,8 с                       | 0,9 с      |
| 1500 м:                             | 1,2 с                        | 1,2 с                       | 1,4 с      |
| 2000 м:                             | 1,7 с                        | 1,6 с                       | 1,8 с      |
| 2500 m:                             | 2,2 с                        | 2,1 с                       | 2,3 с      |
| Масса патрона:                      | 458 г                        | 454 г                       | 501 г      |
| Масса снаряда:                      | 134 г 102 г (полётная часть) | 132 г 96 г (полётная часть) | 185 г      |
| Максимальная эффективная дальность: | 2000 м                       | 2500 м                      | 3000 м     |

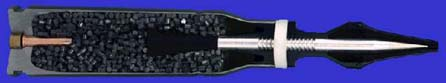
Патрон М919 с бронебойным оперённым подкалиберным трассирующим снарядом к пушке М242. Бронепробитие не хуже 37 мм стальной брони/60°/2 км.

Спаренный с пушкой 7,62-мм пулемёт M240C представляет собой модернизированный вариант бельгийского пулемёта FN MAG 58. Главное отличие модификации C от обычного M240 заключается в правосторонней подаче ленты с патронами. Боекомплект пулемёта составляет 2200 патронов, из которых 800 хранятся в магазинной коробке башни.

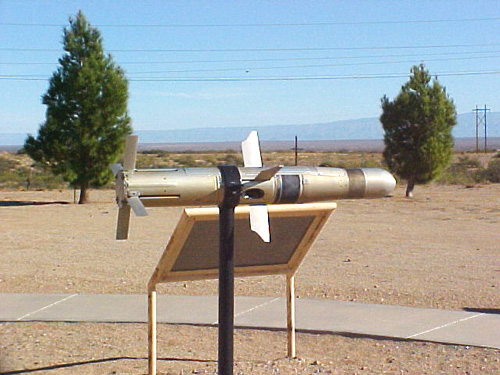
ПТУР TOW

Для борьбы с танками противника используются ПТУР TOW. Пусковая установка (ПУ) находится на левом борту башни. ПТУР BGM-71 производства фирмы Hughes Aircraft имеет кумулятивную боевую часть (БЧ) калибром 127 мм, пороховые стартовый и маршевый двигатели. Бронепробиваемость БЧ составляет 600 мм (BGM-71B) или 800 мм (BGM-71С), скорость полёта 278 м/с, дальность стрельбы 65 — 3750 м. Наведение используется полуавтоматическое, с передачей управляющих команд по двужильному кабелю. После пуска ПТУР оператор должен удерживать прицельную марку на цели, поэтому пуск можно производить только с остановки. Перезаряжание ПУ ручное, осуществляется через верхний люк десантного отделения. Боекомплект составляет 7 ПТУР, две из которых находятся в ПУ, а остальные в десантном отделении.
Система управления огнём (СУО) включает в себя комбинированный прицел наводчика с ответвлением для командира. Прицел перископический, с режимами «день/ночь», имеет четырёх и двенадцатикратное увеличение. Дневной канал выполнен на основе просветной оптики, ночной канал на основе тепловизора. Встроенного дальномера не имеет, определение дальности до цели типа "БМП" осуществляется по "улитке" прицельной сетки, после чего значение вручную выставляется на прицеле с автоматической поправкой прицельной марки. Начиная с модификации М2А2 прицел наводчика имеет встроенный лазерный дальномер с автоматическим измерением дальности в диапазоне от 200 до 9990 м с дискретностью 5 м и автоматическим вводом поправки. Для стрельбы по воздушным целям наводчик имеет призматический дневной прицел (расположен справа от основного), а командир имеет внешний механический кольцевой зенитный прицел, соединённый тягой с пушкой. Управлять вооружением может как наводчик, так и командир при помощи рукояток с кнопками спускового механизма. В случае выхода из строя электропривода командир может управлять вооружением вручную.
В отличие от других БМП, десант для ведения огня использовал не своё штатное оружие, а закреплённые в шаровых установках съёмные 5,56-мм автоматы М231 FPW (Firing Port Weapon). М231 FPW создан на основе винтовки М16А1 и отличается от оригинала более тяжёлым укороченным стволом, изменённой конструкцией затвора, выдвижным проволочным прикладом (в поздних версиях приклад демонтирован во избежание использования  пехотинцами М231 вместо штатных М16), наличием гильзоулавливателя. Использование  М231 FPW даёт ряд преимуществ: постоянная готовность к ведению огня, наличие системы отвода пороховых газов, не нарушается герметизация корпуса, а более тяжёлый ствол позволяет вести огонь длинными очередями. Общий боекомплект для М231 FPW составляет 4200 патронов.

### Средства наблюдения и связи

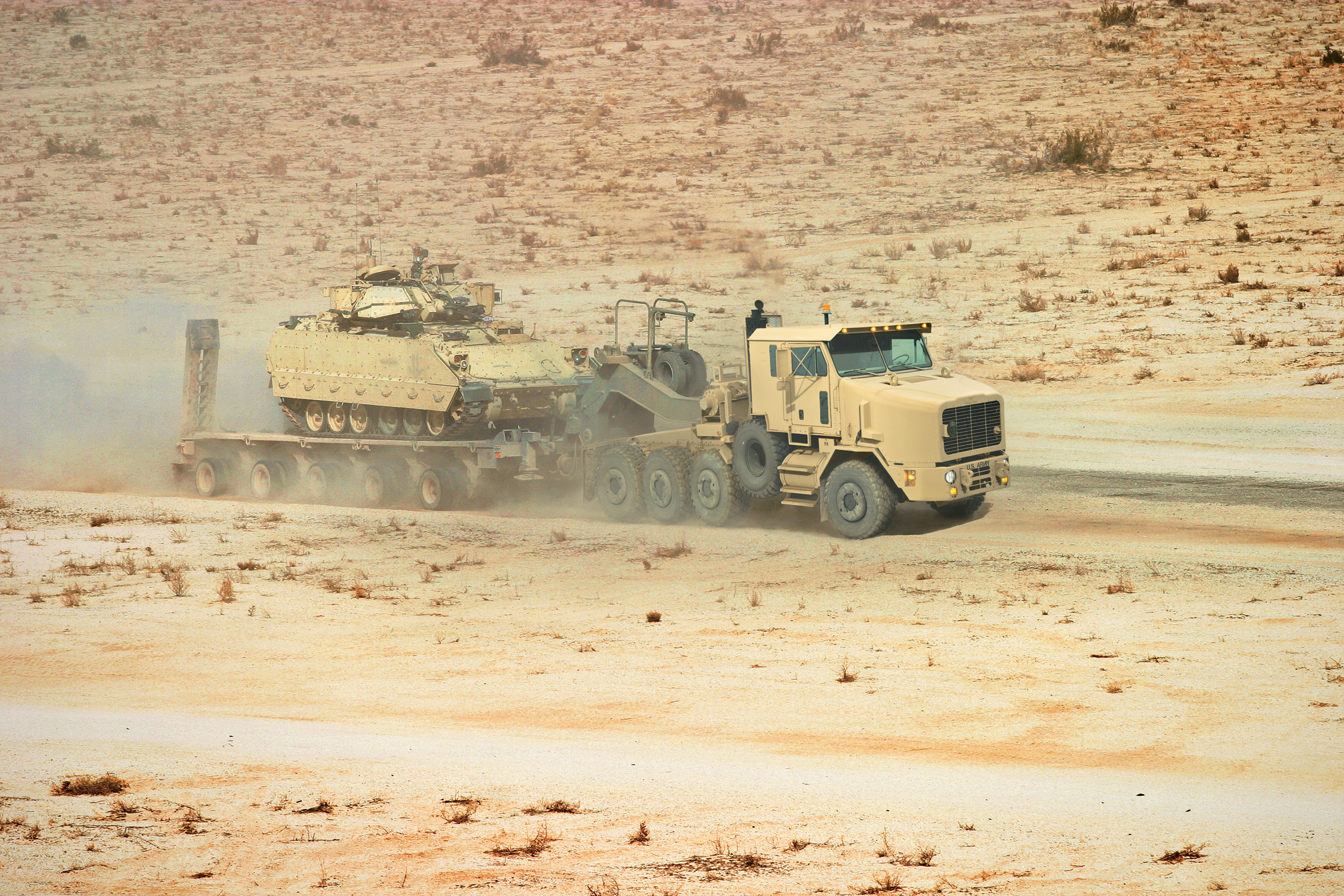
Брэдли на прицепе DRS M1000 тягача Oshkosh M1070A1

Обзор экипажу обеспечивают призменные блоки установленные по краям крышек люков. Командиру обеспечивают круговой обзор семь призменных блоков. Для механика-водителя предусмотрено четыре блока, для наводчика — три. Передний призменный блок механика-водителя может заменяться прибором ночного видения AN/WS-2.
Устанавливаемые на M2 средства внешней связи зависят от положения БМП в иерархии подразделения: на линейные машины устанавливается радиостанция AN/GRC-160, на БМП командиров взводов — две AN/GRC-160, командиров рот — одна AN/GRC-160 и одна AN/GRC-46. Антенных вводов два, первый расположен на задней части крыши башни, второй на правом борту башни. Внутренняя связь между членами экипажа и командиром десанта обеспечивается ТПУ (танковое переговорное устройство).
Радиостанция AN/GRC-160 состоит из набора AN/PRC-77, включающего в себя трансивер RT-841/PRC-77 и антенны. Работает в диапазоне 30 — 76 МГц, использует частотную модуляцию (ЧМ), режим работы — телефон. 920 каналов с шагом 50 КГц, мощность 1 — 2 Вт. Вес 15,2 кг. Питание 24 В, осуществляется от бортовой сети.
Радиостанция AN/GRC-46 состоит из радиопередатчика T-195/GRC-19, приёмника R-392, модулятора MD-69/FRT, преобразователя частоты CV-278/GR и антенны. Работает в диапазоне 1,5 — 20 МГц на приём, 0,5 — 32 МГц на передачу. Использует амплитудную модуляцию (АМ), режим работы — телетайп, мощность 100 Вт.

### Двигатель и трансмиссия
M2 оснащается восьмицилиндровым четырёхтактным V-образным турбодизелем VTA-903T производства фирмы Cummins Engine Company. Мощность двигателя составляет 500 л. с. при 2600 об/мин. Крутящий момент равен 1390 Н·м при 2350 об/мин.
В едином блоке с двигателем установлена гидромеханическая трансмиссия HMPT-500, выпускаемая компанией General Electric. Трансмиссия имеет три фиксированные передачи вперёд и одну назад, позволяет плавно изменять тяговое усилие и радиус поворота на каждой передаче в зависимости от уровня сопротивления движению и положения педали «газа». Электромеханогидравлическая система обеспечивает автоматическое переключение передач. Для облегчения запуска в холодную погоду имеется фрикционная муфта разъединяющая двигатель и трансмиссию. Подвод мощности к бортовым редукторам, находящимся в выступах нижнего лобового листа, осуществляется при помощи гидрообъёмной передачи.
Ёмкость топливных баков 662 литра. Запас хода по шоссе — 480 км.

### Ходовая часть

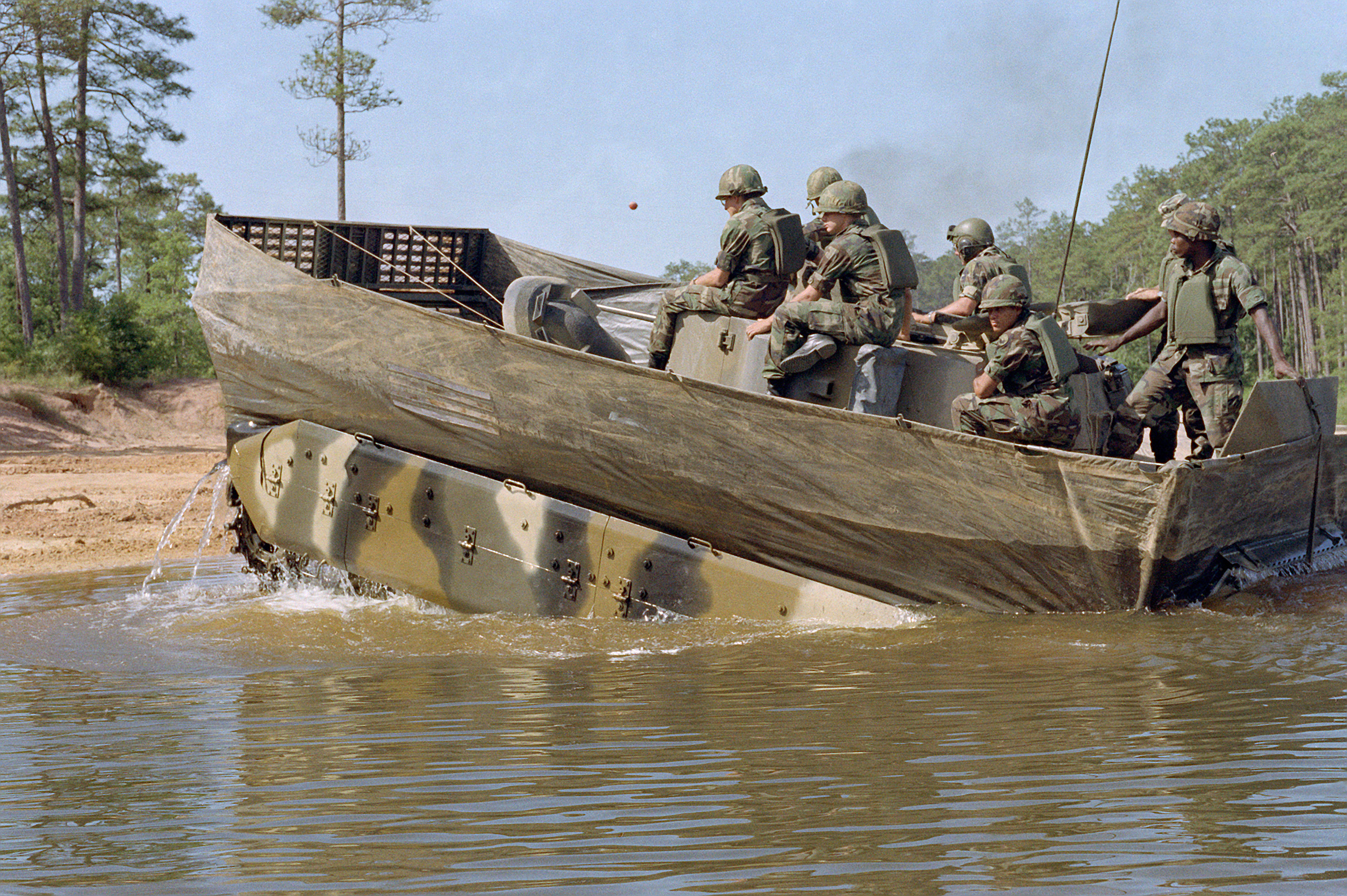
M2A1 преодолевает водную преграду с установленными плавсредствами — развёрнутым брезентовым кожухом. Шесть человек десанта на броне, одеты в спасательные жилеты.
Форт-Беннинг. Июнь, 1983 год

Подвеска M2 — индивидуальная двухвальная торсионная, с торсионами в упругих трубах, включает в себя по шесть опорных и три поддерживающих катка на каждый борт. Опорные катки обрезиненные спаренные, диаметром 609 мм. Поддерживающие катки обрезиненные, средний спаренный, передний и задний — одинарные. Гидравлические амортизаторы установлены на первом, втором, третьем и шестом катках. Ведущие колёса цевочного зацепления расположены спереди, а ленивцы с гидравлическим механизмом натяжения гусеницы — сзади.
Гусеницы металлические, мелкозвенчатые, цевочного зацепления с обрезиненной внутренней беговой дорожкой. Предусмотрена установка асфальтоходных башмаков для движения по дорогам с твёрдым покрытием.
Водомётных движителей машина не имеет, перемещение в воде осуществляется за счёт перематывания гусениц со скоростью до 7,2 км/ч. Запас плавучести БМП небольшой и достаточен для движения только по спокойной воде. Для увеличения водоизмещения используется брезентовый кожух, разворачиваемый вокруг корпуса.

## Модификации
С момента принятия на вооружение в 1981 году M2 несколько раз подвергался модернизациям для поддержания высокого боевого уровня и продления срока службы.

### M2/M3

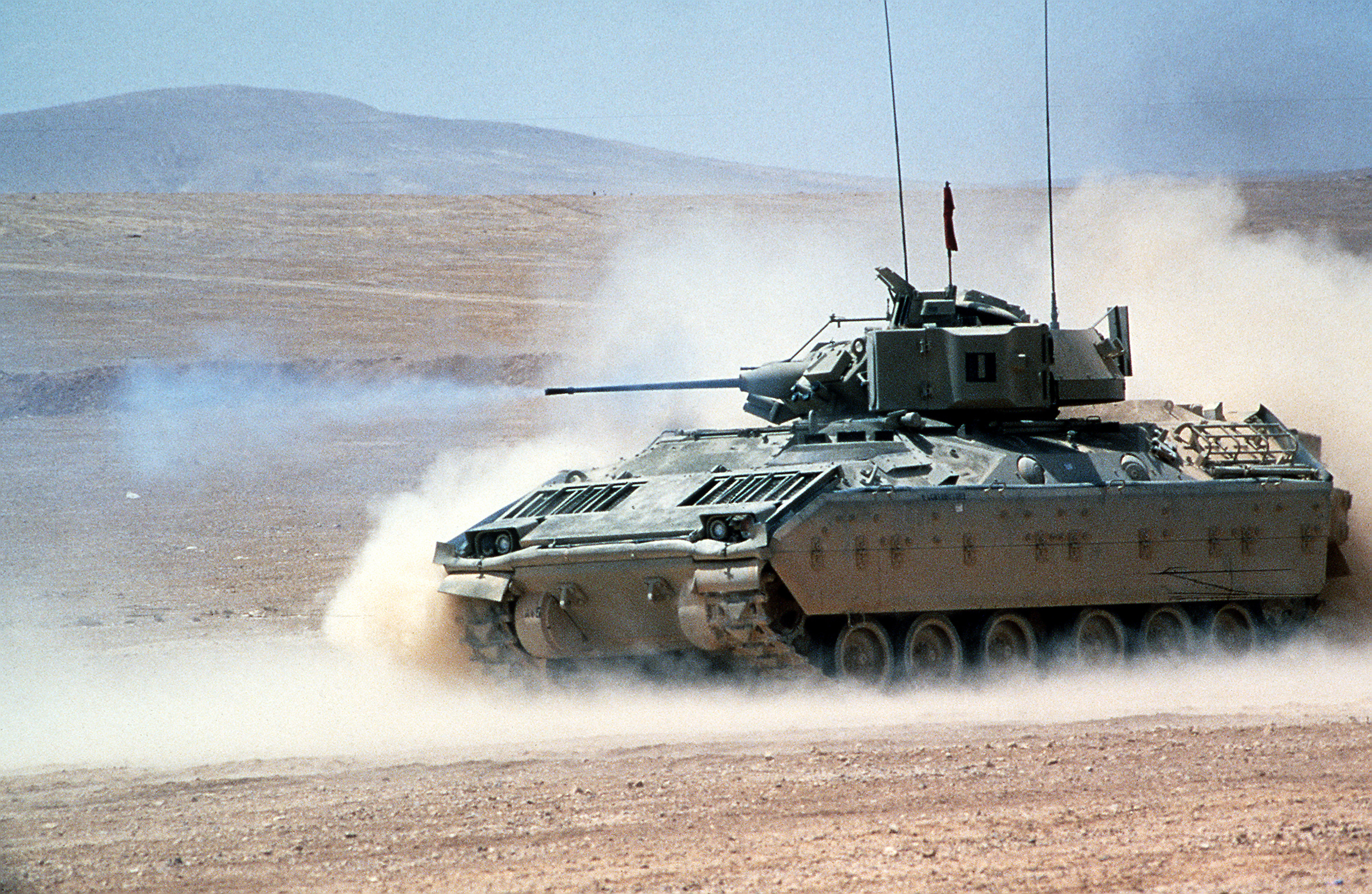
M2A1 Bradley ведёт огонь из 25-мм пушки M242 Bushmaster в ходе манёвров в пустыне на учениях Bright Star '87. Январь 1987

M2 является первоначальным вариантом БМП.
M3 — боевая разведывательная машина (БРМ) на основе M2. Внешне отличается заглушёнными крышками амбразурами, отсутствием смотровых блоков по правому борту и дополнительными антеннами. В штатное оснащение БРМ входят приборы ночного видения. Боекомплекты вооружения значительно увеличены: пушки до 1500 выстрелов, пулемёта до 4300 патронов, ПТРК до 10 ПТУР TOW. Для разведки наземных целей имеется выносная портативная радиолокационная станция (РЛС) AN/PPS-15 (на треноге) непрерывного излучения с ЛЧМ. РЛС обнаруживает цель размером с человека на расстоянии до 1500 метров, размером с машину — до 3000 метров. Для внешней связи установлены две радиостанции AN/VRC-12 и AN/PRC-77. Изменения затронули также и компоновку десантного отделения — вместо десанта там размещены два наблюдателя, пулемёт М60, пять винтовок М16 а у левого борта расположен мотоцикл. Для компенсации возросшего веса с днища убран усиливающий стальной лист.

### M2A1/M3A1
Работы по модернизации M2/M3 начались практически сразу после принятия на вооружение и завершились в 1986 году созданием модификации M2A1/M3A1.
Пусковое устройство и устройства заряжания ПТРК были изменены для использования ПТУР BGM-71D TOW II. Диаметр боевой части модернизированных ПТУР увеличен до 152 мм, бронепробиваемость возросла до 900 мм, что позволило поражать танки Т-72 с динамической защитой (иракские Т-72 были экспортных модификаций, имели упрощённую защиту, и зачастую монолитную башню без элементов комбинированной защиты). В боекомплект M2A1/M3A1 были добавлены дымовые гранаты M76, дымовая завеса которых непроницаема как в видимой, так и в инфракрасной части спектра.
Фильтровентиляционная установка была заменена на более совершенную с газоотделительным фильтром. Улучшен обзор из десантного отделения — в крышке верхнего люка установили два призменных смотровых блока.
В числе незначительных изменений можно отметить усовершенствование рабочего места механика-водителя — установка мягкой обивки на кресло и защитного козырька-скобы на приборы наблюдения, изменение укладки маскировочных сетей, увеличение вместимости корзин для запасных частей и принадлежностей (ЗИП), разделение 38 л бака для воды на два по 19 л. В результате проведённых доработок боевая масса М2А1 увеличилась до 22,79 т.
В конструкцию M3A1 помимо вышеперечисленных внесли дополнительные изменения: убрали стрелковые амбразуры, одного из наблюдателей переместили в центр десантного отделения и добавили для него четыре смотровых блока в крышке верхнего люка, фильтровентиляционная установка стала обслуживать и десантное отделение.

### M2A2/M3A2

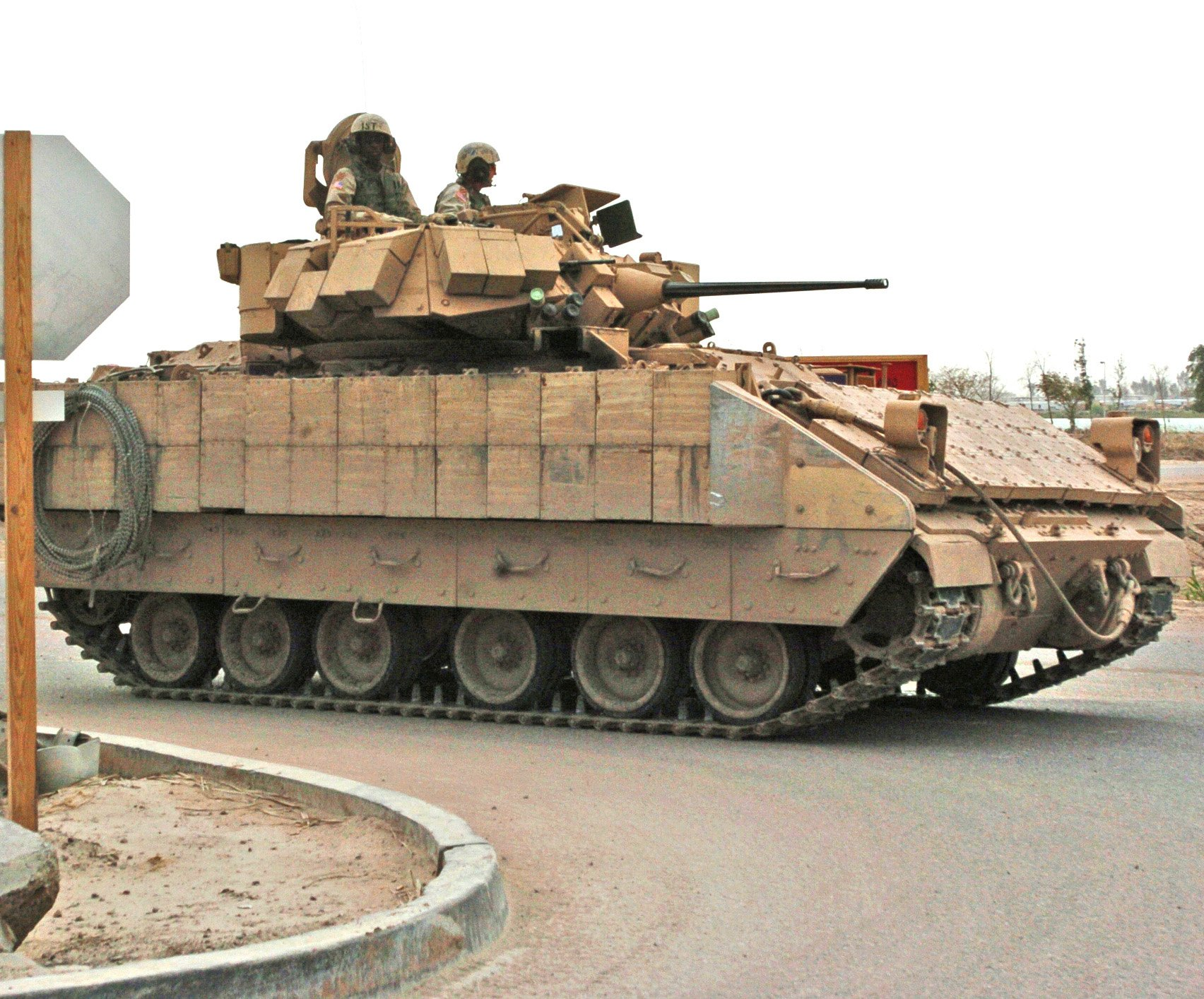
M2A2 3-й пехотной дивизии с установленными на корпусе и башне элементами динамической защиты, Ирак. 1 апреля 2005 года

Исследования по дальнейшему улучшению M2 начались в 1986 году и были направлены на значительное повышение уровня защищённости БМП за счёт более совершенной пассивной и динамической защиты применительно к действию бронебойных подкалиберных снарядов 30-мм пушки 2А42 — основного вооружения советской БМП-2, и к кумулятивным средствам ближнего боя типа РПГ-7.
Из вооружения модернизации подверглись пушка и ПТРК. В боекомплект пушки в 1990-92 годах был введён новый выстрел M919 APFSDS-T с бронебойным оперенным подкалиберным снарядом (БОПС) в расчёте на поражение перспективной БМП противника (БМП-3).
Производство модификации M2A2/M3A2 началось в 1988 году. Изменения затронули, в основном, бронезащиту машины. При этом конструкция разнесённой комбинированной брони была полностью переработана. Бронирование стало выполняться по схеме «сталь — алюминий — кевлар». На лоб и борта корпуса и башни при помощи болтов установили стальные экраны толщиной 30—32 мм. В гнёзда на экранах, на прокладке из ячеистого материала, устанавливаются элементы динамической защиты. Прокладки необходимы для уменьшения воздействия взрыва элемента на саму БМП. Для снижения риска поражения осколками брони членов экипажа и десантников на внутренних поверхностях корпуса и башни установили подбой из композиционного материала на основе кевлара. Усиленное бронирование обеспечивает M2A2/M3A2 защиту в передних секторах обстрела от огня 30-мм пушек в лобовой проекции.

С установленными экранами ширина машины возросла до 3610 мм. От использования боковых амбразур пришлось отказаться из-за того, что бортовые экраны полностью их перекрывали. Расположенные по бокам автоматы М231 демонтировали, а размещение десантников изменили: три человека сидят в ряд в передней части десантного отделения, два занимают места справа сзади у кормовых амбразур и один сидит сзади у левого борта. Для обеспечения нормального обзора механику-водителю в левом бортовом экране пришлось сделать вырез. Установка лобового экрана вынудила отказаться от волноотбойного щита. Возросшая масса машины и отказ от волноотбойного щита значительно ухудшили мореходные качества БМП и привели к модернизации кожуха плавучести.

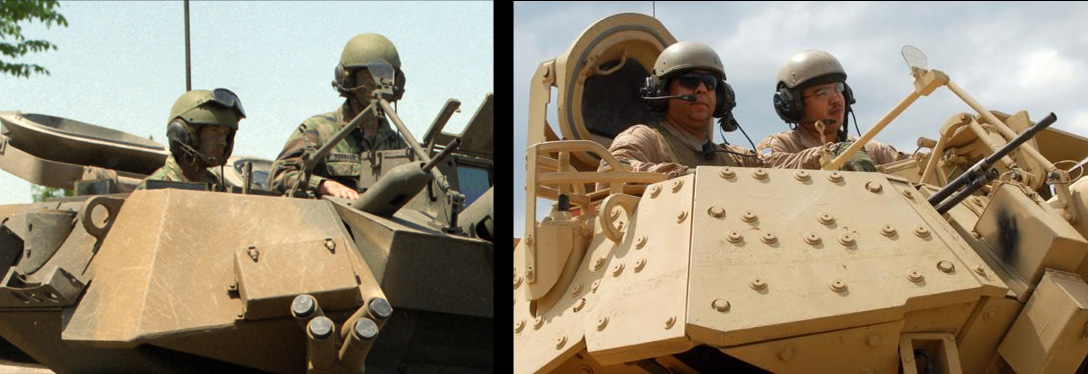
Сравнение вариантов бронирования башни БМП М2А1 (ранний вариант) и М2А3 (современный вариант). Усиление защиты за счёт накладных стальных бронеэлементов, крепящихся к основной бронебашне на болтах

Радиостанция была заменена на новую, поддерживающую стандарт SINCGARS (Single Channel Ground and Airborne Radio System). Радиостанции этого стандарта работают в диапазоне 30—88 МГц, обеспечивают одноканальную симплексную связь в режиме фиксированной настройки частоты или скачкообразного изменения частоты. Радиостанция может передавать как речь, так и данные. Передача речи осуществляется в цифровой форме со скоростью 19,2 кбит/с. Передача данных осуществляется со скоростью 16 кбит/с.
Внесённые в ходе модернизации изменения вызвали увеличение массы БМП до 27 (без ДЗ) — 30 т (с установленной ДЗ 1-го поколения), по другим данным — до 33 т и снижение подвижности машины. В связи с этим, начиная с 1986 года, стали устанавливаться двигатели с увеличенной до 600 л. с. (447 КВт) мощностью. Увеличение мощности двигателя повлекло за собой необходимость модернизации трансмиссии (HMPT-500-3EC), повышения эффективности системы охлаждения и установки усиленных торсионных валов. Запас хода по шоссе снизился до 426 км, максимальная скорость упала до 61 км/ч.
По экспертным оценкам, в результате проведённой в 1988 году модернизации машины с увеличением массы бронирования более чем на 3 т эквивалент защиты лобовой проекции (мм стали) достиг значения 110—130 мм. В результате модернизации БМП М2А2 с передних направлений обстрела не поражается бронебойными оперёнными снарядами 30-мм пушек 2А42 и 2А72 при стрельбе с расстояния 100 м.

### M2A2 ODS/ODS-E и M3A2 ODS

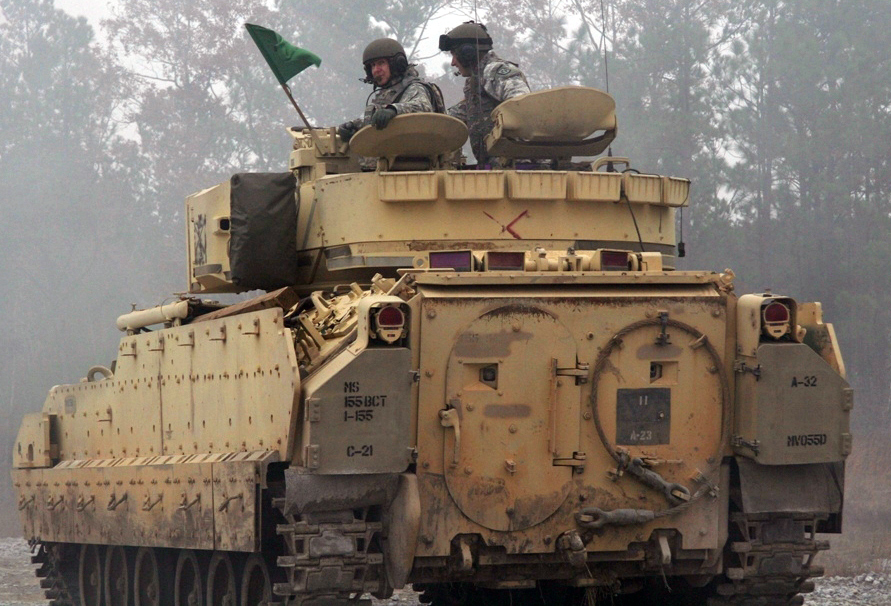
Капитан Майкл Райли роты C, 1-го батальона 185-го пехотного полка и бригадный генерал Кит Джонс, помощник генерал-адъютанта Национальной гвардии Калифорнии во время учений в Кэмп-Шелби, штат Миссисипи. Учения — часть подготовки к переброске батальона в Косово. 18 февраля 2009
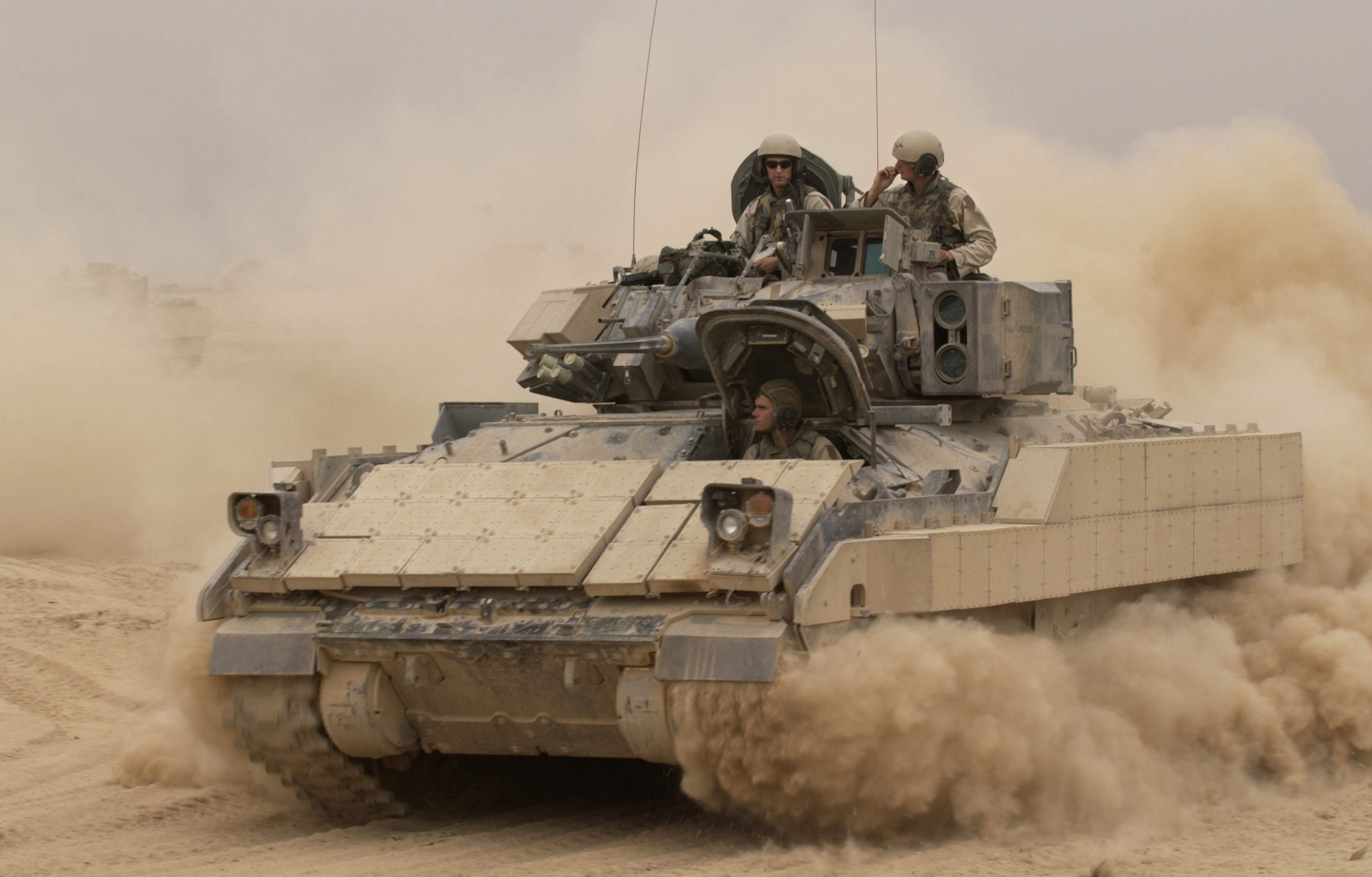
M2A3 Bradley поднимает пыль на оперативно-тактической базе «Маккензи» в Ираке 30 октября 2004 года. 1-й эскадрон 4-го кавалерийского полка 1-й пехотной дивизии.

Модификации ODS/ODS-E (Operation Desert Storm/Operation Desert Storm — Engineer) созданы основываясь на боевом опыте проведённой в 1991 году военной операции против Ирака «Буря в пустыне» (Operation Desert Storm). Изменения в основном затронули электронные системы машины.
Важным элементом модернизации явилась установка на машину боевой информационно-управляющей системы FBCB2 (Force XXI Battle Command Brigade and Below). Система позволяет обмениваться разведывательной информацией со спутниками разведки и всеми боевыми единицами оснащёнными аналогичными устройствами. Основываясь на полученной информации FBCB2 воспроизводит на дисплее компьютера боевую обстановку с указанием месторасположения дружественных и вражеских сил с привязкой к рельефу местности.
На M2A2 была установлена тактическая навигационная система TACNAV (Tactical Navigation System), производства фирмы KVH Industries. Данная система служит для определения координат местоположения и параметров движения машины и позволяет интегрировать БМП в систему FBCB2. TACNAV использует инерциальную систему, в состав которой включён приёмник GPS.

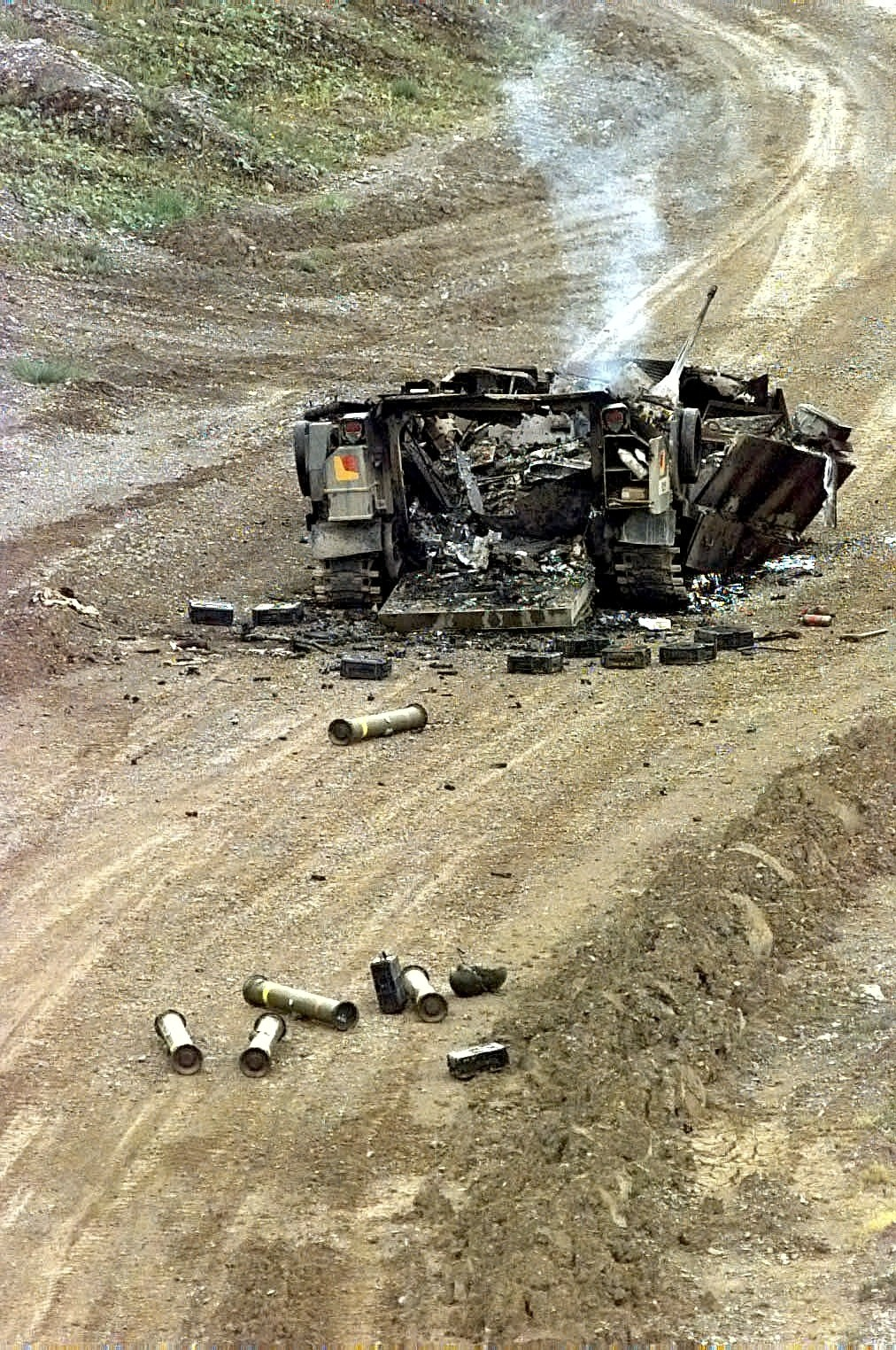
Результат пожара на M2A2 Bradley, Вильсек, Германия, 1997. После возгорания по небоевым причинам, экипаж и боезапас, включая 5 ПТУР TOW, оперативно эвакуированы. Оседание бронебашни внутрь алюминиевого бронекорпуса, его смятие и выгорание

Прицел наводчика получил безопасный для глаз ELRF (Eye-safe Laser Rangefinder), производства фирмы Fire Control Systems. Дальномер использует длину волны 1,54 мкм, работает на расстоянии до 10000 м и характеризуется точностью ± 5 м.
Также были установлены цифровая система ориентирования DCS (Digital Compass Systems), высокоточный малогабаритный приёмник GPS PLGR (Precision Lightweight GPS Receiver), тепловизионный прибор наблюдения для механика-водителя, ИК-система пассивной защиты от ПТУР первого поколения и подогреватель для пищевых пайков MRE (Meal, Ready-to-Eat).
В десантном отделении индивидуальные сиденья пехотинцев были заменены на две скамьи по три места вдоль бортов, поскольку выяснилось что такая компоновка позволяет быстрее покидать машину.
Модификация ODS-E наряду с вышеперечисленным изменениями получила приспособления для навешивания инженерного оборудования.

### M2A3/M3A3

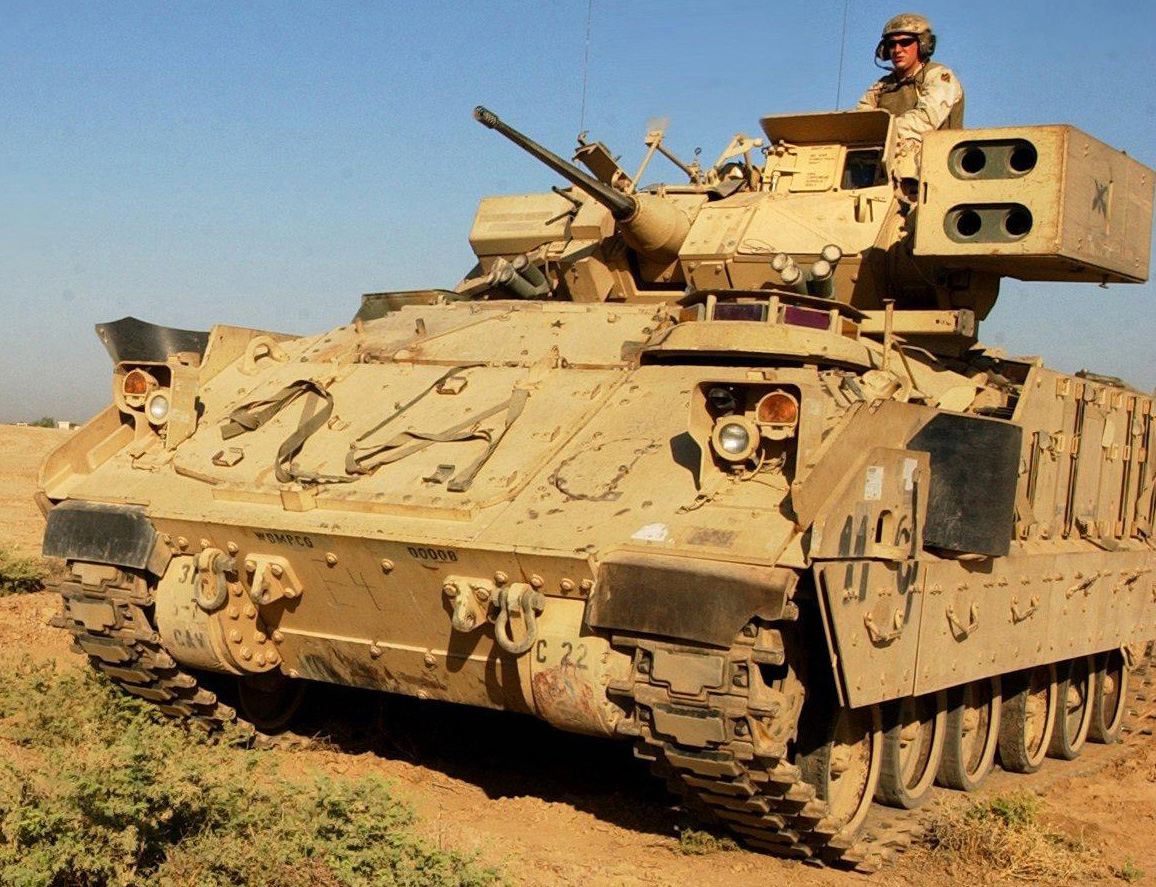
M6 Linebacker 5-го батальона 7-го кавалерийского полка у шоссе возле Балада, Ирак, 3 октября 2005

Модификация 2000 года — «полностью цифровая БМП»: заменены на цифровые и значительно улучшены все подсистемы, включая автоматическое пожаротушение и защиту от ОМП, например: Improved Bradley Acquisition Subsystem (IBAS) — система обнаружения и целеуказания, Commander’s Independent Viewer (CIV) — ТВ-систему обзора и целеуказания командира, работающая независимо от направления прицеливания и ведения огня наводчиком; обе включают в себя тепловизоры второго поколения и электронно-оптические телесистемы; IBAS дополнительно имеет прямой оптический канал (direct-view optics-DVO) и безопасный для глаз лазерный дальномер (eye-safe laser rangefinder-ELRF). ПО СУО FCSW подобно аналогичной системе танка M1A2 Abrams, учитывает данные дальномеров, погодные условия, тип выстрела и управляет наведением оружия с учётом движения БМП и цели, что позволяет достигать поражения с первого выстрела/очереди — без предварительной пристрелки. FCSW включает в себя тепловизор с автоматом сопровождения двух целей в поле зрения (thermal aided target tracker-ATT), позволяя переключаться между ними и вести стрельбу сразу обеими ракетами TOW. Также система автоматически разворачивает башню в направлении цели, указанной/выбранной командиром с помощью CIV. Система навигации объединяет подсистемы GPS, инерциальную навигацию и датчики движения, что даёт большую точность и позволяет быстрее и точнее сообщать об обнаруженных целях через FBCB2. Тактический дисплей командира (Commander’s Tactical Display-CTD) представляет информацию, полученную через FBCB2 и данные навигации на движущейся карте, и позволяет командиру отправлять текстовые сообщения через FBCB2, равно как и видеть данные подсистемы самодиагностики (built-in test-BIT). В отделении десанта установлен дисплей у места командира отделения (Squad Leader’s Display, SLD), отражающий данные навигации, FBCB2, IBAS, CIV и приборов наблюдения мехвода (Driver’s Vision Enhancer, DVE), что позволяет ему быть более ориентированным к моменту спешивания. FCSW также обменивается информацией с M1A2 Abrams и AH-64D Apache Longbow.
Была усилена противоосколочная защита горизонтальных проекций, в частности установкой на крыше башни титанового бронелиста. На корпусе машины были установлены узлы крепления дополнительной защиты от кумулятивных боеприпасов. BAE Systems разработала комплект навесной динамической защиты BUSK (Bradley Urban Survivability Kit) для повышения выживаемости машины при ведении боевых действий в городской среде. БМП «Брэдли» М2А3, оснащённая таким комплектом ДЗ, получила наименование M2A3 BUSK.
Установлен новый V8-двигатель Cummins V903 мощностью 600 л. с.
Машины на основе А3:
- Armored Medical Evacuation Vehicle (AMEV) — бронированная медицинская машина (вариант санитарного транспортёра);
- Armored Medical Treatment Vehicle (AMTV) — бронированная медицинская машина (вариант пункта оказания медицинской помощи);
- Battle Command Vehicle (BCV) — командно-штабная машина;
- Bradley Command Post (BCP) — командно-штабная машина;
- Bradley General Purpose Vehicle (BGPV) — бронетранспортёр;
- Bradley Fire Support Team Vehicle (BFIST) — машина управления огнём артиллерии;
- Cavalry Fighting Vehicle (CFV) — боевая разведывательная машина;
- Bradley Mortar Vehicle (BMV) — самоходный миномёт;
- Engineer Bradley Fighting Vehicle (EBFV) — машина инженерной разведки;
- Infantry Fighting Vehicle (IFV) — боевая машина пехоты.

### M2A4
После войны в Ираке армия начала исследовать предложения по изменению конструкции (ECP) для M2 Bradley, чтобы восстановить пространство, вес, мощность и охлаждающую способность, которые были снижены из-за добавления брони и электроники, поспешно установленных в ходе боевых действий. ECP1 направлена на восстановление мобильности и увеличение грузоподъёмности машины. По мере увеличения веса Bradley снижается на подвеске, что уменьшает дорожный просвет. Это снижает проходимость на пересечённой местности и делает машину более уязвимой для СВУ.
Этот процесс включает установку облегчённых гусениц, амортизаторов, новой системы поддержки подвески и более прочных торсионных стержней. ECP2 будет направлена на восстановление мощности двигателя с установкой более крупного двигателя, новой трансмиссии и интеллектуальной системы управления энергией для более эффективного распределения электричества, что позволит подключать перспективные сетевые тактические радиостанции и системы боевого управления. Первые машины Bradley, модернизированные с использованием ECP1, были введены в эксплуатацию в середине 2015 года, а машины, модернизированные по ECP2, начнут поступать с 2018 года. Машины, получившие обновления по ECP1 и ECP2, будут обозначаться как A4.
В июне 2018 года компания BAE Systems Land and Armaments получила контракт на производство до 164 боевых машин Bradley версий M2A4 и M7A4 на базе существующих моделей M2A3, M7A3 и M2A2 ODS-SA. M2A4 оснащена улучшенной трансмиссией, более мощным двигателем, новыми цифровыми системами, новой системой пожаротушения и глушителем СВУ.
Первые модели M2A4 были поставлены в апреле 2022 года.
В апреле 2024 года армия США так же представила модель M2A4E1 Bradley с интегрированной активной защитной системой Iron Fist.

## Дальнейшее развитие и модернизации
Варианты M2A3 Bradley II и M2A3 Bradley в ходе кампании в Ираке приняли участие в программе GCV (Ground Combat Vehicle) Analysis of Alternatives, по окончании которой Армией были инициированы предложения (engineering change proposals, ECPs) по возвращению машине изначальных вместимости, комфорта, подвижности, сниженных из-за роста бронирования и веса. ECP1 включали в себя установку облегчённых гусениц, амортизаторов, новой подвески и более жёстких торсионов, что позволило вернуть сниженный с 510 до 380 мм дорожный просвет, подвижность на бездорожье и защиту от СВУ. ECP2 восстановило энерговооружённость путём установки более мощного двигателя и новой трансмиссии вкупе с цифровой системой управления электроснабжением возросшего комплекса электронного оборудования.

## На вооружении
- Ливан — 32 M2А2 Bradley на вооружении по состоянию на 2024 год[17].
- Саудовская Аравия — 380 M2A2 Bradley на вооружении по состоянию на 2024 год[18].
- США — около 2100 M2A2/A3, 240 M2A4, 300 M7A3/SA BFIST и 30 M7A4 BFIST на вооружении, а также около 2000 единиц M2 на хранении по состоянию на 2024 год[19].
- Хорватия — поставлено 22 из 89 законтрактованных M2А2 Bradley в модификации ODS (Operation 'Desert Storm') по состоянию на 2024 год[20][21].
- Украина — 140 M2А2 ODS-SA «Брэдли»/M7SA BFIST на вооружении по состоянию на 2024 год[22]. Не менее 300 M2А2 ODS-SA «Брэдли» и 4 M7SA BFIST поставлены США в качестве военной помощи[23][24]. С 2023 года стоят на вооружении 47-й омехбр[25], 100-й омехбр, 425-го ошб «Скала»[укр.] и 2-го батальона 95-й одшбр[26].

## Эксплуатация и боевое применение
Использовались американской армией в двух иракских кампаниях.
В ходе операции «Щит пустыни» в 1990 году по меньшей мере 1 БМП «Брэдли» была уничтожена и 1 была критически повреждена.
В ходе операции «Буря в пустыне» в 1991 году «Брэдли» уничтожили с помощью ПТУР TOW больше иракской бронетехники, чем танки «Абрамс». Согласно американским данным, потери в ходе этой операции составили 28 выведенных из строя «Брэдли», из них 20 единиц было выведено из строя в результате дружественного огня. В одном из танковых боёв американская БМП вышла из строя от попадания одной 12,7 пули в двигатель, после чего была добита пушечным огнём Т-72. Т-72 также были уязвимы для огня «Брэдли», в одном бою три «Брэдли» уничтожили четыре Т-72.
Принимали участие в ходе вторжения в Ирак в 2003 году. По американским данным только за 2 первых месяца войны были выведены из строя 51 БМП «Брэдли» (16 уничтожено и 35 подбито), а за всю вторую иракскую кампанию по мнению некоторых аналитиков уничтожено было 150 «Брэдли», не считая подбитых.
Используются (модификация M2A2 ODS-SA) во время вторжения России на Украину Вооруженными силами Украины с июня 2023 года. Единственным подразделением ВСУ, на вооружении которого стоят «Брэдли» является 47-я омехбр. Как минимум 34 M2A2 ODS-SA были выведены из строя (15 уничтожено, 15 повреждено и 4 брошено). Аналитик проекта Oryx, подсчитывающего визуально подтвержденные потери, считает, что данные машины выполнили свою функцию — сохранили жизнь военнослужащим.
12 декабря 2023 года в районе Степового под Авдеевкой одна БМП «Брэдли» M2A2-ODS за 30 секунд подбила 3 МТ-ЛБ ВС РФ, 2 из них потом взорвались.
11 января 2024 года также в районе Степового под Авдеевкой два БМП «Брэдли» M2A2-ODS (действуя по очереди), при поддержке ударного БПЛА  в прямом боестолкновении вывели из строя российский танк Т-90М «Прорыв», хотя с точки зрения номинальных характеристик оружия у российского танка было большое преимущество по броне и огневой мощи, путем уничтожения приборов наблюдения фугасными снарядами и повреждения двигателя, экипаж оставил обездвиженный танк на поле боя, который позже был уничтожен FPV-дроном, а механик-водитель российского танка был взят в плен.
17 января тоже в районе Степового одна «Брэдли» уничтожила 3 БМП-1/2.
На конец декабря визуально подтверждённые потери составили 30 БМП «Брэдли» M2A2 ODS уничтоженными, 1 захваченной, и ещё около 30 повреждёнными. Из числа последних на декабрь 2023 года как минимум 15 находятся на базе на Украине в ожидании ремонта.
2 мая БМП «Брэдли» 47-й омехбр уничтожил наступавший российский МТЛБ, оборудованный дополнительной бронёй и защитой от дронов. 1 июня БМП «Брэдли» 47-й омехбр нанёс остановил наступление двух российских БТР-82, нанеся им повреждения. 8 июня российскому БТР-82 с 30-мм автоматической пушкой 2А42 с десантом на крыше удалось пересечь нейтральную полосу, ему навстречу выехал БМП «Брэдли» 47-й омехбр и начал его обстреливать из своей 25-мм пушки, БТР-82 начал стрелять в ответ, и в итоге встречного боя «Брэдли» не получил существенных повреждений, тогда как российский БТР-82 был поврежден, свалился в кювет, теряя по дороге мёртвых и раненых солдат, и начал дымиться.
8 мая БМП «Брэдли» 47-й омехбр ночью противотанковой ракетой TOW-2B на расстоянии более 1,5 км уничтожила танк Т-80 ВС РФ под селом Новопокровское, что стало одним из самых дальних уничтожений танка в прямом боестолкновении.
По состоянию на февраль 2024 года,  по данным «Oryx», со стороны ВСУ было потеряно 68 из 186 БМП «Брэдли».  По состоянию на март 2025 года потери возросли до 80 единиц.  Одна машина была захвачена российскими войсками и была продемонстрирована в качестве военного трофея в рамках пропагандистского тура по России. Ещё одна «Брэдли» была брошена в марте 2025 года при отступлении ВСУ из Курской области стала трофеем российских войск.

## Оценки
Forbes назвал «Брэдли» M2A2-ODS лучшим БМП полномасштабной войны на Украине. Она лучше защищена, чем российские БМП: её броня выдерживает попадание РПГ-7 и 30-мм снаряда с любого ракурса, тогда как БМП-2 выдерживает попадание 23-мм снаряда, а БМП-3 — 30-мм снаряда, но только во фронтальной плоскости. Тепловизионный прицел SADA-II позволяет обнаруживать цели на расстоянии до 8 км, что даёт преимущество над российскими танками и БМП в тёмное время суток, большинство из которых не оборудовано тепловизионными прицелами. Автоматическая пушка M242 Bushmaster выстреливает от 200 до 500 снарядов в минуту, которые вылетают со скоростью 1,1 км/с, что позволяет наносить критические повреждения даже самому современному российскому танку Т-90М. Помимо этого, БМП вооружены противотанковыми ракетами TOW-2B с тандемной кумулятивной боевой частью, способными атаковать цели на расстоянии 4,5 км. В одном случае одна «Брэдли» такими ракетами смогла поразить сразу 2 российских танка.
Солдаты ВСУ положительно оценили применение БМП «Брэдли» в боевых условиях.
Российский научно-исследовательский институт (38-й НИИИ БТ МО) провел испытания захваченной американской БМП Bradley M2A2. Результаты испытаний показали превосходство БМП Bradley M2A2 над БМП-3 применяемой ВС РФ по основным параметрам: противоснарядная, противопульная и противоминная стойкость, что достигается конструкцией машины.